# Hugo Jacobson
Hugo Jacobson (17 de agosto de 1891 - 4 de abril de 1950) fue un actor y cantante de opereta de nacionalidad sueca. 

## Biografía
Su nombre completo era Hugo Emanuel Jacobson, y nació en Estocolmo, Suecia. Jacobson debutó sobre los escenarios en Helsinki en 1908 con Boccaccio, aunque antes ya había formado parte  de los coros en teatros de Albert Ranft. Trabajó en el teatro de Anton Salmson y en la compañía de Axel Lindblad antes de ser contratado por el Teatro Apollo de Helsinki. Después pasó al Teatro Oscar, donde trabajó entre 1913 y 1926, a menudo en papeles cómicos. Sin embargo, sus actuaciones más valoradas llegaron en diferentes teatros al aire libre. 
Además, desde 1931 a 1950 hizo 26 actuaciones cinematográficas, destacando de entre ellas su papel de Kalle Österman en la cinta Bröderna Östermans huskors (1932).
Hugo Jacobson falleció en el Municipio de Solna, Suecia, en el año 1950. Había estado casado entre 1927 y 1933 con Mary Holmgren.

## Filmografía (selección)
- 1917 : Alexander den store
- 1918 : Mästerkatten i stövlar
- 1925 : Karl XII/senare delen
- 1931 : Trötte Teodor
- 1932 : Värmlänningarna
- 1932 : Ett skepp kommer lastat
- 1932 : Bröderna Östermans huskors
- 1933 : Hemliga Svensson
- 1936 : 65, 66 och jag
- 1937 : Pensionat Paradiset
- 1938 : Kamrater i vapenrocken
- 1939 : Panik
- 1941 : Lasse-Maja
- 1942 : En äventyrare
- 1943 : En fånge har rymt
- 1943 : Kungsgatan
- 1944 : Flickan och Djävulen
- 1946 : Begär
- 1947 : Kronblom
- 1947 : 91:an Karlssons permis
- 1947 : Sången om Stockholm
- 1948 : Lars Hård
- 1948 : Loffe som miljonär
- 1948 : Janne Vängmans bravader
- 1948 : Lilla Märta kommer tillbaka
- 1948 : Textilarna
- 1949 : Boman får snurren
- 1949 : Smeder på luffen
- 1949 : Sven Tusan
- 1950 : Restaurant Intim

## Teatro (selección)

### Actor
- 1923 : Katja, de Max Winterfeld, Leopold Jacobson y Rudolph Österreicher, dirección de Nils Johannisson, Teatro Oscar[1]
- 1923 : Gri-Gri, de Paul Lincke, Heinrich Bolten-Baeckers y Jules Chancel, dirección de Elvin Ottoson, Teatro Oscar[2]
- 1924 : Kvinnan i purpur, de Max Winterfeld, Leopold Jacobson y Rudolf Oesterreicher, dirección de Nils Johannisson, Teatro Oscar[3]
- 1925 : La condesa Maritza, de Julius Brammer, Alfred Grünwald y Emmerich Kálmán, dirección de Nils Johannisson, Teatro Oscar[4]
- 1925 : Damerna från Olympen, de Rudolf Schanzer, Ernst Welisch y Rudolf Lewysohn, dirección de Nils Johannisson, Teatro Oscar[5]
- 1926 : Slag i slag, de Emil Norlander, Södra Teatern[6]
- 1926 : Dagens hjälte, de Carlo Keil-Möller, dirección de Rune Carlsten, Södra Teatern[7][8]
- 1926 : Kopparbröllop, de Svend Rindom, dirección de Oskar Textorius, Södra Teatern[9]
- 1926 : Damen utan slöja, de August Neidhart, Lothar Sachs y Byjacco, dirección de Oskar Textorius, Södra Teatern[10]
- 1926 : Apollon ombord, de Evert Taube, dirección de Oskar Textorius, Vasateatern[11]
- 1926 : Niniche, de Marius Boullard, Alfred Hennequin y Albert Millaud, dirección de Albert Ranft, Vasateatern[12]
- 1926 : La princesa del circo, de Emmerich Kálmán, Julius Brammer y Alfred Grünwald, dirección de Oskar Textorius, Vasateatern[13][14]
- 1927 : Cleopatras pärlor, de Oscar Straus, Julius Brammer y Alfred Grünwald, dirección de Oskar Textorius, Vasateatern[15]
- 1927 : Alexandra, de Albert Szirmai y Franz Martos, dirección de Oskar Textorius, Vasateatern[16]
- 1928 : Svalboet, de Bruno Granichstaedten y Ernst Marischka, dirección de Oskar Textorius, Vasateatern[17]
- 1928 : Hennes excellens, de Michael Krausz, Ernst Welisch y Rudolf Schanzer, dirección de Oskar Textorius, Vasateatern[18][19]
- 1929 : Jag bedrar dig blott av kärlek, de Ralph Rudin y Robert Blum, dirección de Gustaf Bergman, Vasateatern[20][21]
- 1929 : Rose Marie, de Rudolf Friml, Herbert Stothart, Otto Harbach y Oscar Hammerstein, dirección de Gustaf Bergman, Vasateatern[22]
- 1930 : Mr Cinders, de Vivian Ellis, Richard Myers, Clifford Grey y Greatrex Newman, dirección de Adolf Niska, Vasateatern[23]
- 1930 : Hotell Stadt Lemberg, de Max Winterfeld y Ernst Neubach, dirección de Adolf Niska, Vasateatern[24][25]
- 1930 : Söderkåkar, de Gideon Wahlberg, dirección de Hugo Jacobson, Tantolundens friluftsteater[26] y Mosebacketeatern
- 1931 : Ta' fast tjuven, de Gran, Mosebacketeatern[27]
- 1931 : Äventyr vid kolonistugan, de Gideon Wahlberg y Walter Stenström, Mosebacketeatern[28]
- 1931 : I gamla Djurgårdssta'n, de Gideon Wahlberg, dirección de Gideon Wahlberg, Tantolundens friluftsteater[29]
- 1931 : Augustas lilla felsteg, de Siegfried Fischer, Mosebacketeatern[30]
- 1932 : Tokstollar och högfärdsblåsor, de Gideon Wahlberg, dirección de Gideon Wahlberg, Tantolundens friluftsteater[31] y Mosebacketeatern[32]
- 1933 : De tre musketörerna, de Rudolf Schantzer, Ernst Welisch y Ralph Benatzky, dirección de Nils Johannisson, Teatro Oscar[33]
- 1933 : Violen från Flen, de Siegfried Fischer, Söders friluftsteater[34]
- 1933 : Barn på beställning, de Arthur Fischer, dirección de Arthur Fischer, Mosebacketeatern[35]
- 1934 : Greven av Gamla stan, de Siegfried Fischer y Arthur Fischer, Mosebacketeatern[36][37]
- 1934 : Johannis i Lillegår'n, de Gideon Wahlberg, dirección de Gideon Wahlberg, Tantolundens friluftsteater[38]
- 1935 : Hur ska' de' gå för Pettersson?, de Siegfried Fischer, Söders friluftsteater[39]
- 1935 : Följ me' till Köpenhamn, de Siegfried Fischer, dirección de Siegfried Fischer, Mosebacketeatern[40]
- 1936 : Skojar-Hampus, de Siegfried Fischer, Mosebacketeatern[41]
- 1936 : Fröken Grönlunds pojke, de Siegfried Fischer y Arthur Fischer, dirección de Siegfried Fischer y Arthur Fischer, Mosebacketeatern[42]
- 1936 : Känsliga Svensson, de Ernst Berge, dirección de Thor Modéen, Vanadislundens friluftsteater[43]
- 1936 : Kloka gubben, de Paul Sarauw, dirección de Sigurd Wallén, Södra Teatern[44][45]
- 1937 : Julia ordnar allt, de Fred Duprez, dirección de Björn Hodell, Vanadislundens friluftsteater[46][47]
- 1937 : Tre trallande trubadurer, de Ernst Berge, Vanadislundens friluftsteater[48]
- 1937 : Fredrik och försynen, de Henning Ege, dirección de Siegfried Fischer, Mosebacketeatern[49]
- 1937 : Hur ska' de' gå för Pettersson?, de Siegfried Fischer, Mosebacketeatern[50]
- 1937 : Opp och heja! eller Mannen som stal Golfströmmen, de Tage Forsberg y Henry Carlson, Mosebacketeatern[51]
- 1940 : La fierecilla domada, de William Shakespeare, dirección de Sandro Malmquist, Teatro Oscar[52] y gira

### Director
- 1930 : Söderkåkar, de Gideon Wahlberg, Tantolundens friluftsteater